# Гейл-Сентер (Техас)
Гейл-Сентер (англ. Hale Center) — місто (англ. city) в США, в окрузі Гейл штату Техас. Населення — 2062 особи (2020).

## Географія
Гейл-Сентер розташований за координатами 34°3′58″ пн. ш. 101°50′47″ зх. д. / 34.06611° пн. ш. 101.84639° зх. д. (34.066107, -101.846260).  За даними Бюро перепису населення США в 2010 році місто мало площу 3,72 км², уся площа — суходіл.

## Демографія
Згідно з переписом 2010 року, у місті мешкали 2252 особи в 763 домогосподарствах у складі 568 родин. Густота населення становила 605 осіб/км².  Було 867 помешкань (233/км²).
Расовий склад населення:
| - 69,9 % — білих - 4,2 % — чорних або афроамериканців - 0,7 % — корінних американців - 23,2 % — осіб інших рас |

До двох чи більше рас належало 2,0 %. Частка іспаномовних становила 63,2 % від усіх жителів.
За віковим діапазоном населення розподілялося таким чином: 31,0 % — особи молодші 18 років, 53,8 % — особи у віці 18—64 років, 15,2 % — особи у віці 65 років та старші. Медіана віку мешканця становила 33,9 року. На 100 осіб жіночої статі у місті припадало 94,3 чоловіків;  на 100 жінок у віці від 18 років та старших — 93,3 чоловіків також старших 18 років.
Середній дохід на одне домашнє господарство  становив 46 492 долари США (медіана — 35 750), а середній дохід на одну сім'ю — 52 771 долар (медіана — 40 170). Медіана доходів становила 38 182 долари для чоловіків та 25 231 долар для жінок. За межею бідності перебувало 21,2 % осіб, у тому числі 29,9 % дітей у віці до 18 років та 10,7 % осіб у віці 65 років та старших.
Цивільне працевлаштоване населення становило 997 осіб. Основні галузі зайнятості: освіта, охорона здоров'я та соціальна допомога — 30,7 %, роздрібна торгівля — 10,5 %, сільське господарство, лісництво, риболовля — 10,3 %.